# Erlöserkirche (Friedrichshafen)

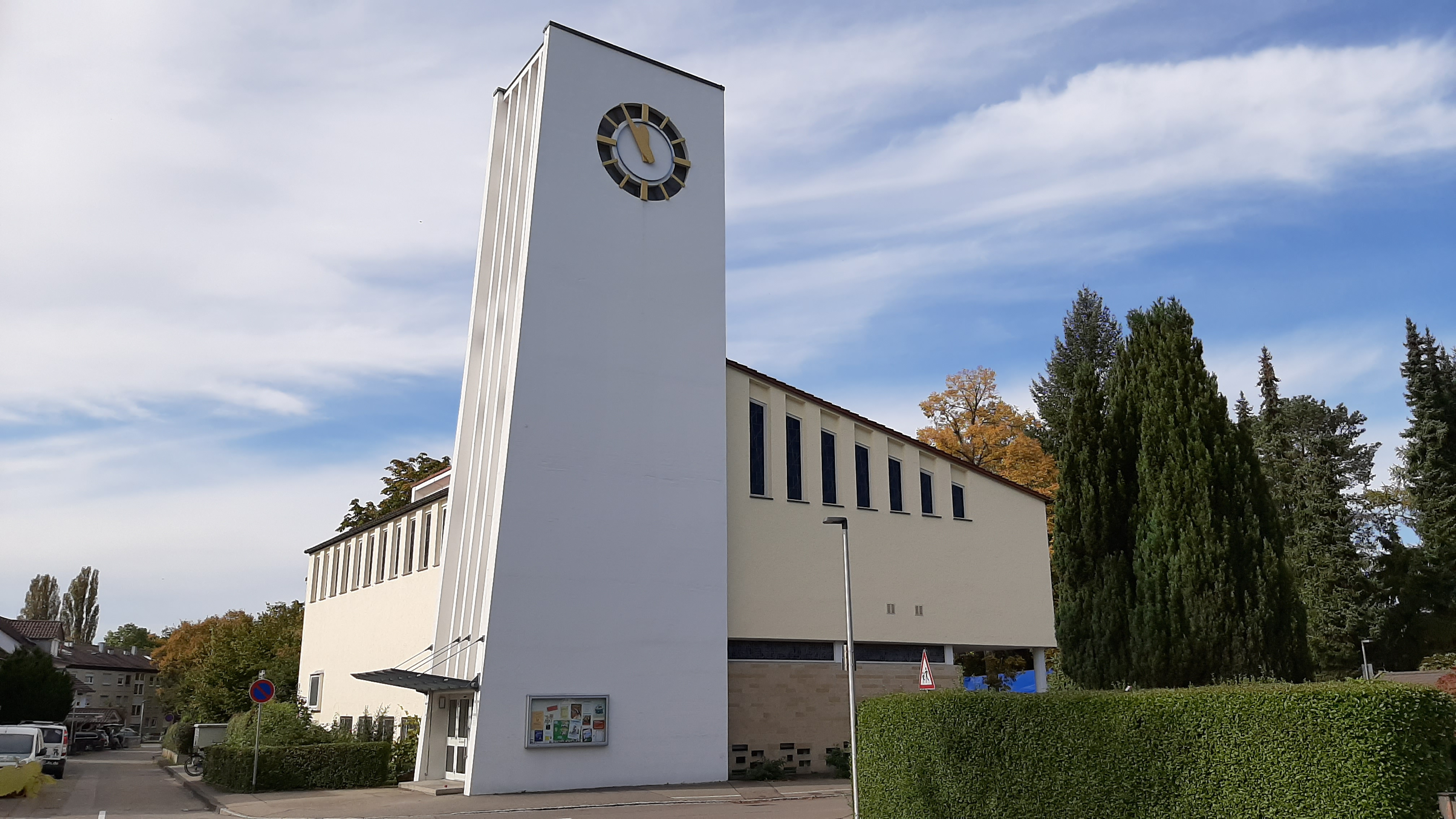
Erlöserkirche Friedrichshafen

Die denkmalgeschützte Erlöserkirche  ist eine evangelische Kirche und steht in der Lilienstraße 15/2 der Siedlung Löwental, nahe dem Flughafen der Stadt Friedrichshafen.

## Geschichte
Das fortdauernde Bevölkerungswachstum im Norden von Friedrichshafen in der Nachkriegszeit machte den Bau eines weiteren neuen Pfarrzentrums notwendig. Daher wurde ein Gebiet der Schlosskirche abgetrennt und 8. April 1957 mit dem Bau der Erlöserkirche begonnen. Die Pläne für dieses Bauvorhaben fertigte Wilhelm Tiedje, der sich in Friedrichshafen bereits 1952 als Architekt des Friedrichshafener Rathauses einen Namen gemacht hatte. Das Richtfest konnte bereits am 29. August 1957 gefeiert werden. Die Kirche wurde 1. Juni 1958 durch den damaligen Ulmer Prälaten Erich Eichele eingeweiht.

## Kirchenbau und Ausstattung
Die nach Westen ausgerichtete, nahezu quadratische Kirche ist eine Saalkirche mit Flachdecke mit einem Anbau an der Südseite. Der Innenraum, der etwa 450 Personen fasst, ist klar in fünf Ebenen gegliedert. Der Turm durfte aufgrund der Nähe zur Rollbahn des Flughafens nur relativ niedrig ausgeführt werden. Dafür erhielt er an der Ost- und Westseite markante Zifferblätter für die Turmuhr.
Die Ausstattung ist dem Zeitgeschmack nach sehr schlicht. Als Kontrast kommen die zwölf künstlerisch gestalteten Glasfenster gut zur Geltung. Sie zeigen Motive des Kirchenjahres. Das Fensterband im Hauptportal symbolisiert das Glaubensbekenntnis. Das prägnante Kreuz aus Eisen an der Westwand verweist auf den Bezug zur Industriestadt Friedrichshafen.

## Glocken
In dem niederen Turm hängen vier Glocken. Sie wurden am 16. Januar 1959 von der Stuttgarter Glockengießerei Kurtz gegossen und wurden nach der Glockensegnung am 1. März 1959 in Betrieb genommen. Sie lassen motivisch den Anfang des Liedes Christ ist erstanden von der Marter alle erklingen.
| Nr. | Name                    | Masse (kg) | Schlagton | Inschrift                                          |
| 1   | Osterglocke             | 875        | f1        | Christ ist erstanden von der Marter alle           |
| 2   | Betglocke               | 625        | g1        | Mein Herr und mein Gott!                           |
| 3   | Kreuz- und Schiedglocke | 350        | b1        | Ich weiß, daß mein Erlöser lebt!                   |
| 4   | Taufglocke              | 250        | c2        | Wer glaubt und getauft wird, der wird selig werden |